# Rassie Pieterse
Pour les articles homonymes, voir Pieterse.
 (mai 2025).
 (mai 2025).
Rassie Pieterse, né le 23 août 1983, est un joueur de hockey sur gazon sud-africain. Il évolue au poste de gardien de but au The Wanderers Club.
Il participe aux Jeux olympiques d'été de 2012.
Il arrête sa carrière internationale après les Jeux olympiques d'été de 2020.

## Carrière

### Coupe du monde
- Premier tour : 2010, 2014, 2018

### Coupe d'Afrique
- : 2009, 2013, 2017

### Jeux olympiques
- Premier tour : 2012, 2020

### Jeux du Commonwealth
- Top 8 : 2014